# Angel in Disguise (chanson de Musiqq)
Chansons représentant la Lettonie au Concours Eurovision de la chanson
What For?
(2010) Beautiful Song
(2012)
Angel in Disguise (en français Ange déguisé) est la chanson représentant la Lettonie au Concours Eurovision de la chanson 2011 à Düsseldorf, en Allemagne. Elle est interprétée par le duo Musiqq.

## Sélection
Le diffuseur Latvijas Televīzija organise un concours de sélection pour la chanson représentant la Lettonie au Concours Eurovision. Elle se fera sur quatre émissions de télévision en février 2011 : deux demi-finales, un rattrapage, une finale le 26 février.
71 chansons d'artistes et d'auteurs-compositeurs lettons furent déposées en novembre et décembre 2010. Un jury professionnel en retient vingt. En finale, Angel in Disguise interprétée par Musiqq l'emporte en étant première de la superfinale de trois chansons pour le jury et le télévote.

## Eurovision
La chanson est d'abord présentée lors de la deuxième demi-finale le jeudi 12 mai 2011. Elle est la dix-septième chanson de la soirée, suivant I Love Belarus interprétée par Anastasia Vinnikava pour la Biélorussie et précédant New Tomorrow interprétée par A Friend In London pour le Danemark.
La performance lettone met en vedette les deux membres de Musiqq vêtus de noir avec un nœud papillon rouge. Emīls Balceris porte également un gilet blanc tandis que Marats Ogļezņevs porte également un gilet noir avec des bordures blanches et un chapeau. La performance commence avec le duo assis dos au public avant de se retourner et de faire face au public et finalement de sortir de leurs sièges. Les écrans LED affichent des bandes de lumière clignotantes sur un fond sombre. Musiqq est rejoint sur scène par quatre choristes : Gatis Supe, Kristaps Šēnbergs, Lība Ēce-Kalniņa et Rūta Dūduma-Ķirse.
À la fin des votes, la Lettonie est annoncée comme ne faisant pas partie du top 10 et n'est pas qualifiée pour la grande finale. La chanson obtient 25 points et se classe dix-septième sur dix-neuf participants.

### Points attribués à la Lettonie
| 12 points | 10 points  | 8 points  | 7 points                         | 6 points |
| --------- | ---------- | --------- | -------------------------------- | -------- |
|           |            | - Estonie | - Irlande                        |          |
| 5 points  | 4 points   | 3 points  | 2 points                         | 1 point  |
|           | - Autriche |           | - Biélorussie - Danemark - Suède |          |